# Jean Abadie
 (avril 2019).
Si vous disposez d'ouvrages ou d'articles de référence ou si vous connaissez des sites web de qualité traitant du thème abordé ici, merci de compléter l'article en donnant les références utiles à sa vérifiabilité et en les liant à la section « Notes et références ».
Pour les articles homonymes, voir Abadie.
Joseph Louis Irénée Jean Abadie dit Jean Abadie, né à Tarbes (Hautes-Pyrénées) le 15 décembre 1873 et mort le 24 mars 1946, est un neurologue français.
Il a décrit le signe d'Abadie en neurologie, analgésie ou insensibilité du tendon d'Achille à la pression, syndrome observé dans le tabes dorsalis.

## Publications
- Les Localisations fonctionnelles de la capsule interne